# Palacio del Marqués de Portugalete
El palacio del Marqués de Portugalete fue un gran palacio ornamentado construido en la década de 1860, ubicado en el número 56 de la calle de Alcalá, en la esquina de la calle de Alfonso XI, en Madrid.
También conocido como el palacio de Bailén, perteneció a la familia de Francisco Javier Castaños. Fue construido por el arquitecto francés Adolf Ombretch, quien también construyó el cercano palacio de Linares. Durante muchos años fue un lugar para que la élite adinerada se reuniera y discutiera la política nacional. Fue demolido después de la guerra civil española, y en 1946, en su lugar, se construyó el edificio del Instituto Nacional de Previsión, ahora ocupado por el Instituto Nacional de Salud.

## Historia
El palacio fue construido al final del reinado de Isabel II. Su propietario era el iii duque de Bailén y i marqués de Portugalete, Eduardo de Carondelet y Donado, sobrino-nieto del primer duque, el general Francisco Javier Castaños. 

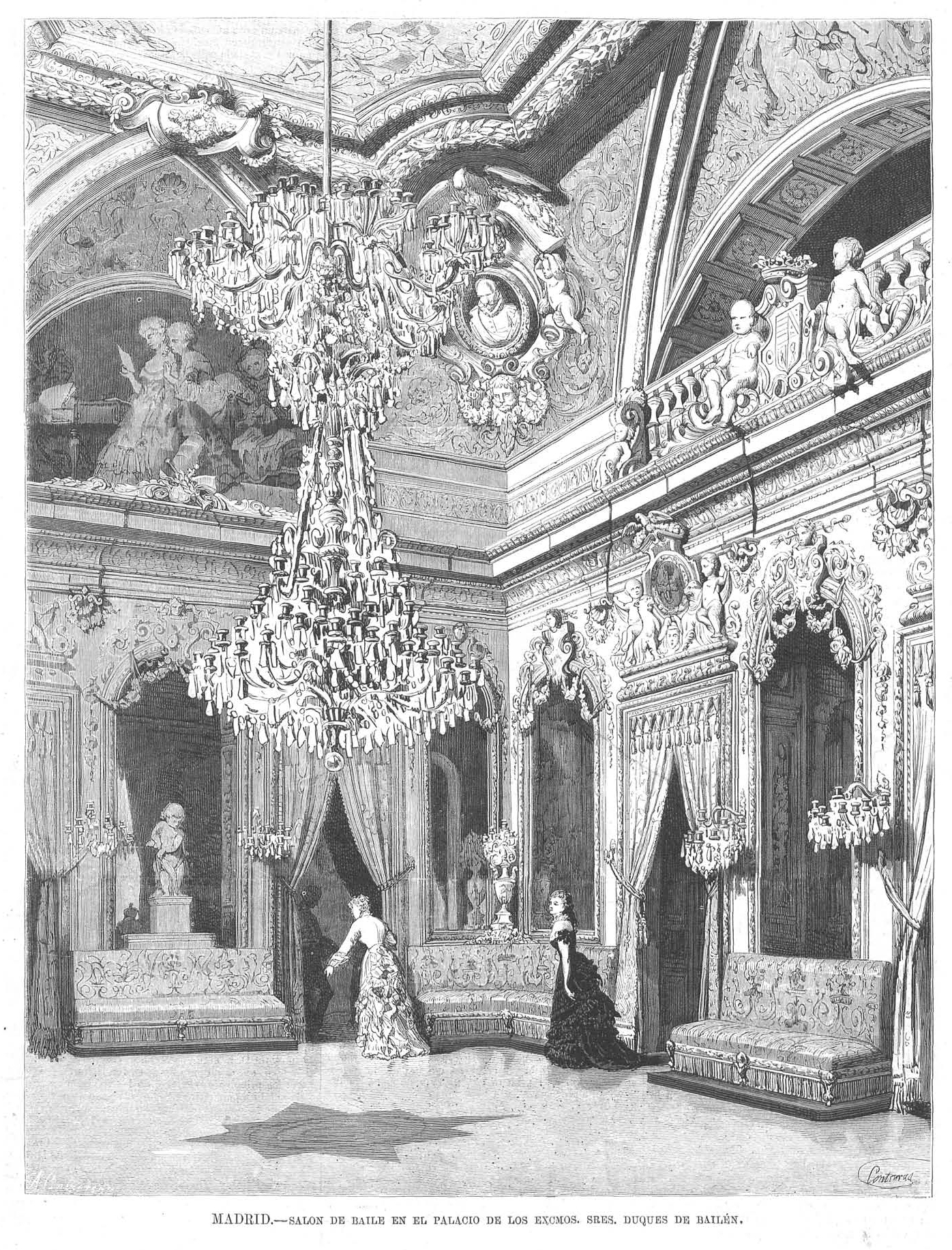
Una sala en el palacio del Marqués de Portugalete.

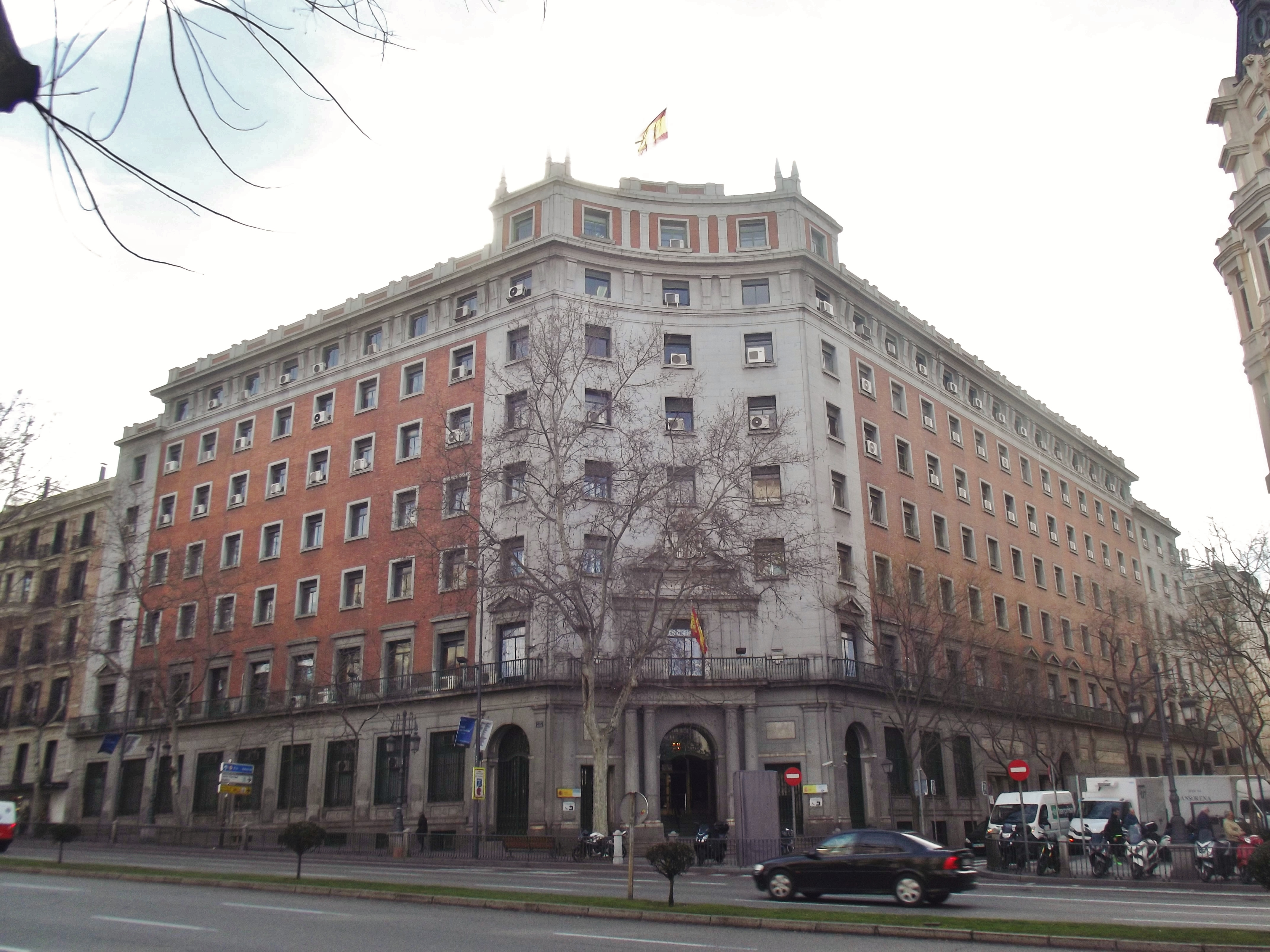
El edificio que reemplazó al palacio.

Los planos y la dirección de la construcción del edificio fueron ejecutados por el arquitecto francés Adolf Ombrecht. Su interior tenía un salón de baile decorado con flores, una capilla para eventos religiosos, una sala de billar, una sala de retratos, baños decorados en estilo pompeyano por el pintor Oreste Mancini, una galería museo, una sala de música y un gran número de dependencias. El mármol de Carrara se usa mucho, y hay tapices y pinturas de Francisco de Goya, Vicente López, Palmaroli, Eduardo Rosales, Murillo, Pradilla, Madrazo, Gisbert, Casado del Alisal, etc., siendo los escultores los muebles más famosos de Benlliure, ébano y marfil, coloridos candelabros y ventanas.
El palacio se construyó en el centro de la parcela, con un patio interior con jardín, el exterior estaba rodeado por una cerca. 
Para la construcción se utilizó la piedra y el ladrillo alternativamente, piedra para la parte principal como esquinas, frontones, cornisas, puertas y ventanas. Para resaltar el diseño del cuerpo central de la fachada de la calle de Alcalá formando un espacio curvo. 
A la muerte sin descendientes del 3er duque de Bailén, Eduardo de Carondelete y Donado en 1882, los títulos pasaron a su sobrina carnal, Encarnación Fernández de Córdoba, pero el palacio y su contenido fueron heredados por su viuda, María Dolores del Collado y Echagüe, este último, fue quien realmente le dio brillo y fama a ese palacio. Y lo hizo especialmente a través de sus célebres fiestas y reuniones. 
Durante muchos años, el palacio fue un lugar de encuentro para las clases ricas y políticas de la época como Cánovas del Castillo. En sus salones, la política nacional era tan común que una vez, dejando a Cánovas en este palacio con una gran representación del Gobierno, un reportero preguntó: «Señor presidente, ¿ha sido el Consejo?». 
Fue demolido después de la guerra civil española para dar paso a nuevas formas de urbanismo y, en 1946, se construyó en su lugar el edificio del Instituto Nacional de Seguros, que luego se llamó Instituto Nacional de Salud. En la actualidad, el edificio actual es propiedad del Ministerio de Inclusión, Seguridad Social y Migraciones.